# 沙石场

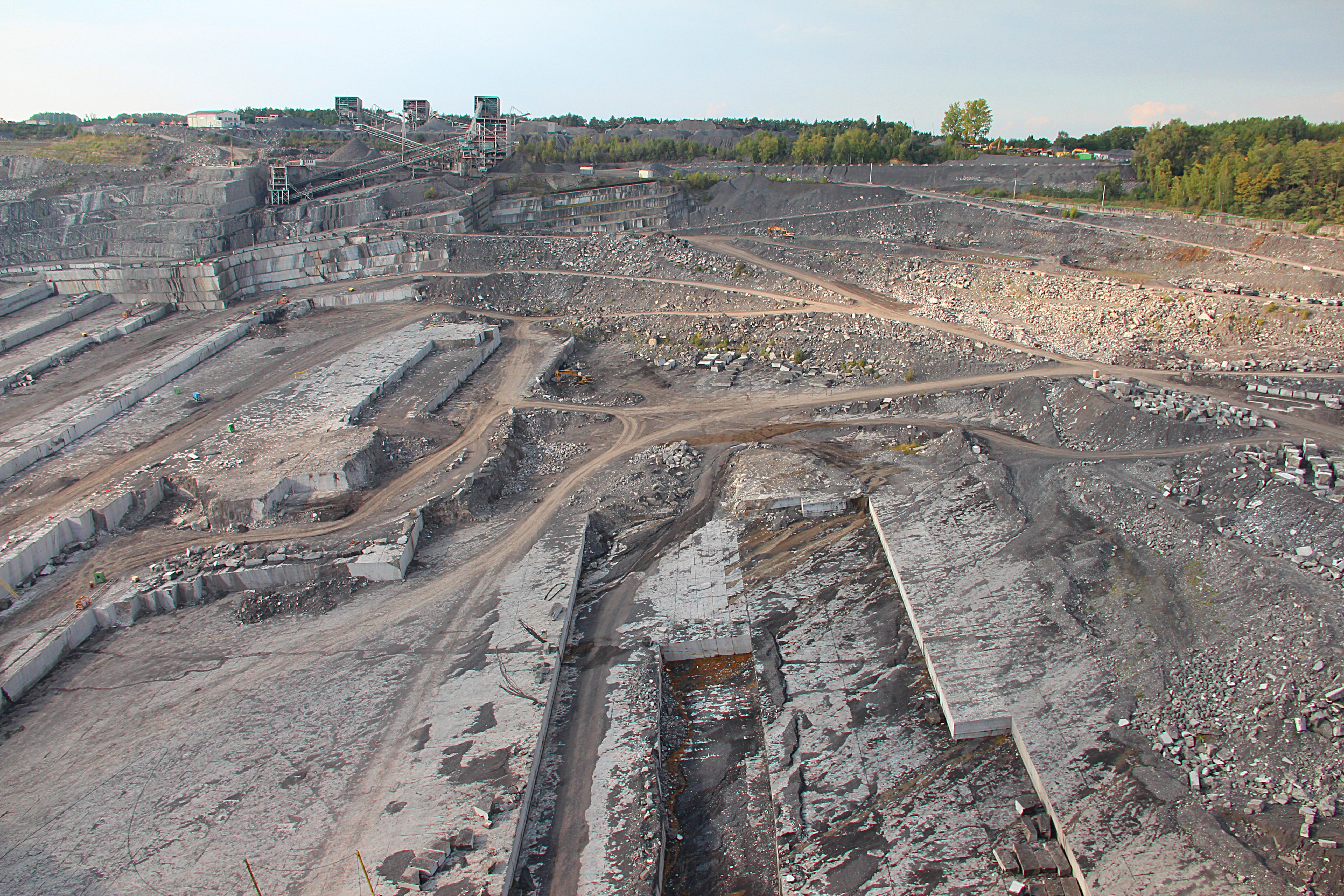
採石場蘇瓦尼，比利時埃諾省

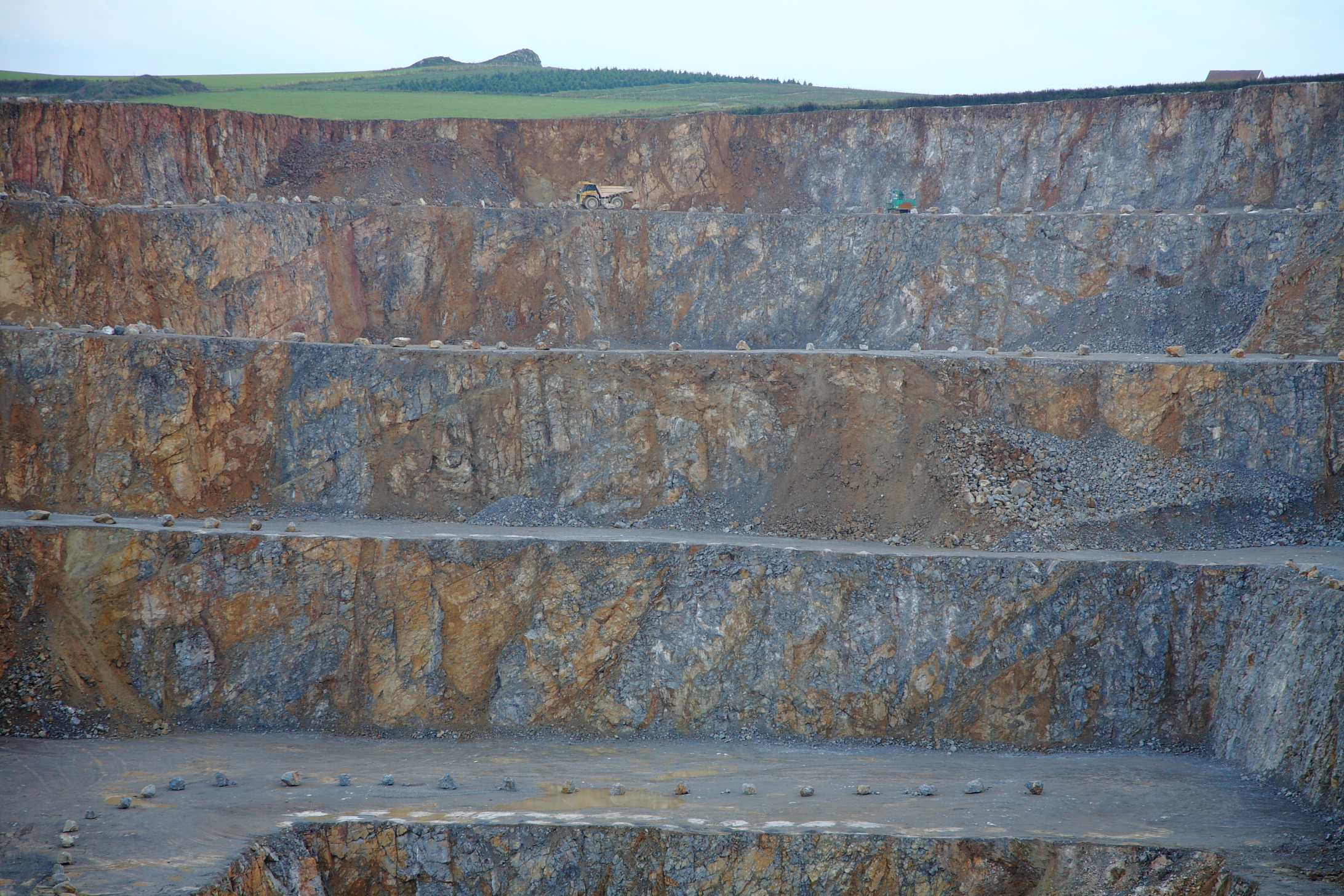
德国布里隆的一个石灰岩采石场侧面图

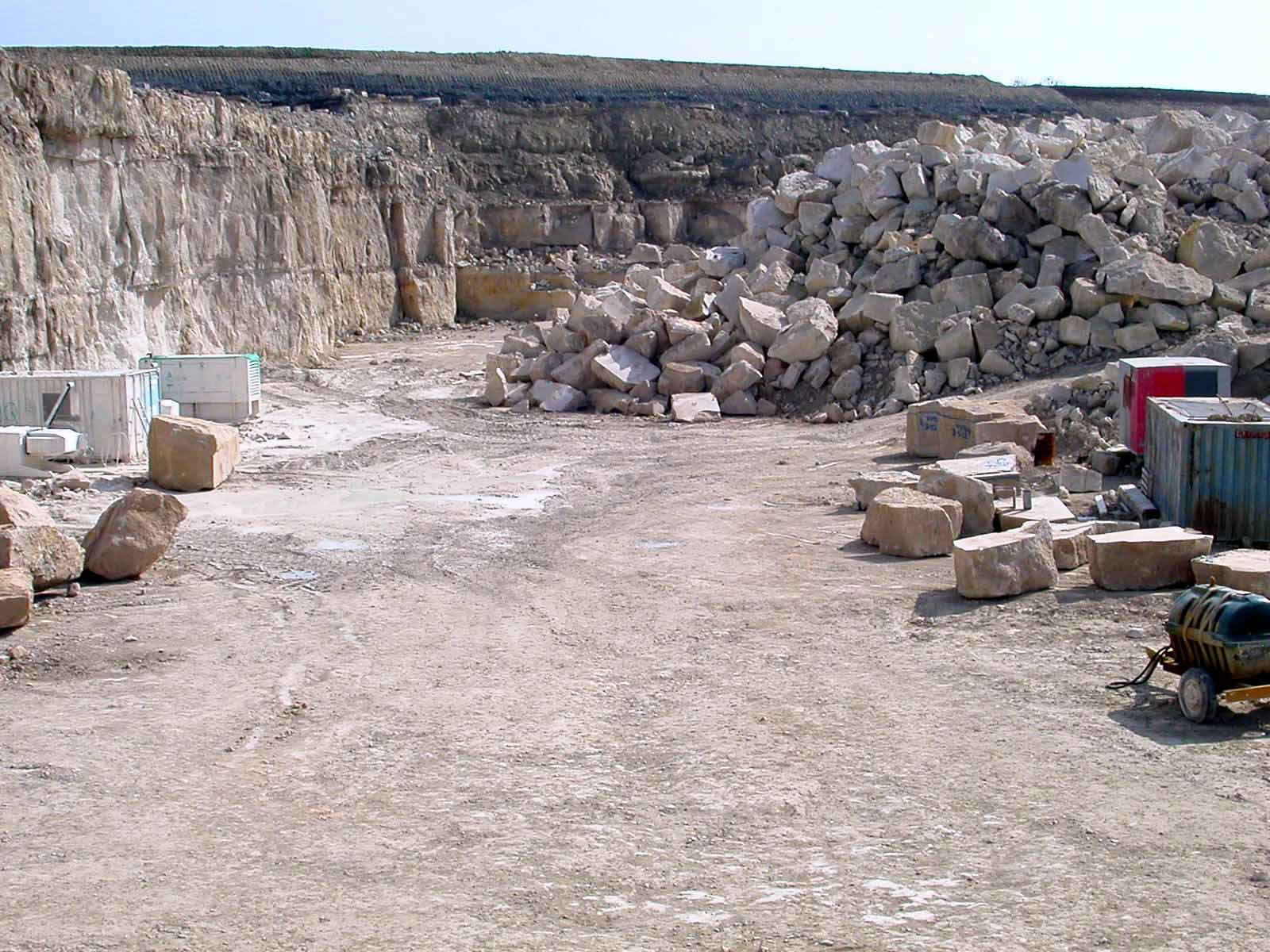
英国波特兰岛的一个波特兰石采石场

砂石场（包括“采石场”和“采砂场”），指建筑用砂、建筑用石的采掘、精选加工生产单位。砂石场多为成片连接的开放性露天开采区域，属于生产性企业单位。采石场多位于岩石富集区，多位于陆地的丘陵、山区；采砂场（砂场）多位于水道、富砂陆地，大多数临水道而建，内陆地区多临河道、湖泊而建，大型海洋砂石采掘则依海而建。砂、石的生产过程主要分为二道工序，即采掘和精选分级。其固定场所多用于储存和精选分级。一个中等规模的生产企业可以年生产砂石数十万吨，大型的企业生产年生产能力达百万吨。
一些采石场在廢棄後，因地下水回流會成為地形复杂的池塘或湖泊，称“采石场湖”，又或再利用成为垃圾堆填區。此外，若採石場鄰近已發展區域，停止開採後可用作興建住宅等用途。

## 采掘方式

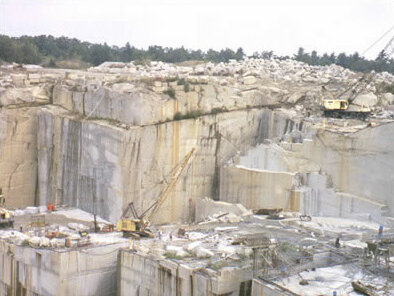
切成特定尺寸的采石场

石的采掘以固定地区固定作业的方式，砂的采掘分为固定采掘、流动采掘，或者两种方式相结合。
- 固定采掘，多为砂石层丰富的地区，多为内陆地区。在中国北方和少雨地区，雨量偏少，很多河流出现季节性干涸，河床在一年之中相当长时间完全裸露，多以固定采掘为主要方式。采掘工具为挖掘机。
- 流动采掘，指砂的采掘。沿海地区、中国南方特别是内陆的长江中下游地区、华南地区砂的采掘，临水道（海）、河道建立的砂石场，主要依靠流动采掘，采砂船为主要工具。

## 产品和企业分类
根据砂石场生产的主要产品，砂石场分为砂场和砂石场，流动采掘可以根据市场需要调节产品的主次。以流动采掘为主的企业，可以通过采砂船选定采掘区域，来决定其主要产品。
- 砂场以生产建筑用砂为主，少量建筑用石。此类砂场建于临水流量大的河流主干道，长江以南地区长江及其一级支流，其挖掘的原料多砂少石。
- 以生产建筑用石为主的砂石场，多建于河床多卵石的河道，多为二级或以上河流。此类多为固定采掘为主结合流动采掘。

## 精选分级

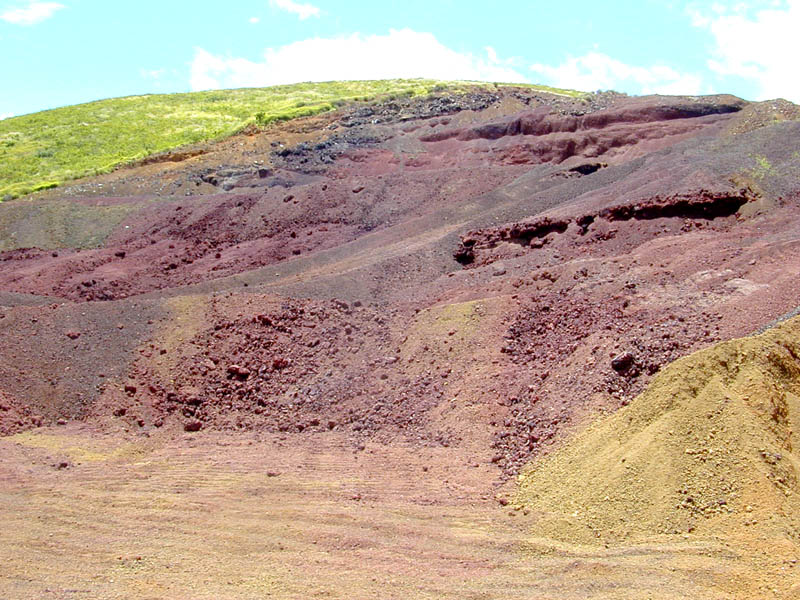
小型煤渣采砂场

分级方式可以采取重量分级、机械装置（生产线）分级两种形式。
- 重量分级，主要适应于生产场地开阔的地区，主要为沿海地区的大型海洋砂石采掘。世界上最大的海洋砂石采掘船日生产量过5万吨，由跨国公司经营；其产品以砂为主。
- 机械分级。一是以采砂船在水道（河流为主）流动取砂，通过设于临近水道分离设备将砂石分离和精选，中国南方内陆地区的砂石生产多为此类生产形式，属于此类生产形式的企业规模小，采砂船只的自动化程度较低。二是机械化自动化程度高的采砂船设有精选分级装置，直接生产产品，此类生产形式属于资金雄厚、规模较大的企业。

## 採砂船
採砂船，顾名思义即砂石採掘工具，多为流动作业之用。内陆河道採砂船日採砂能力几十吨、到几千吨不等。大型河道採砂船机械化和自动化程度极高，一条船即可成为一个生产单位，可以实行採砂和砂石分离精选全过程。

## 砂石分离精选装置
砂石分离精选装置或称砂石生产线，包括砂石运输传送，从采掘场或采掘船只转运到加工、储存地的设备。粗选进行砂石分离，砂石的初步分离。砂石分级精选，根据建筑要求和用途，将砂石根据粗细分别进行分类，如各种大小规格的建筑用石和建筑用砂。

## 采石场湖

爱沙尼亚哈尔尤县的一个采石场湖，该地曾为石灰石矿。

采石场在废弃后，地下水会回流，从而在原址形成湖泊。采石场湖水通常十分清澈，且会成为动物栖息地，但水深可达数十米。因地下水温度极低，人下水后可导致肌肉痉挛、休克，乃至失温症从而致死。采石场湖水面下的砂石和废弃作业设备，也会给游泳者带来极大的危险。在美国，每年都有数人至数十人因在采石场湖游泳而丧生。